# کریسمس مبارک (فیلم ۲۰۰۵)
کریسمس مبارک (فرانسوی: Joyeux Noël‎ ('Merry Christmas)) فیلمی در ژانر درام است که در سال ۲۰۰۵ منتشر شد.

## خلاصه فیلم
در سال ۱۹۱۴ ارتش‌های آلمان، بریتانیا و فرانسه در جریان جنگ جهانی اول در بلژیک با هم می‌جنگیدند. شب کریسمس جنگ را تعطیل می‌کنند تا دست کم برای چند ساعت کریسمس را جشن بگیرند. در ارتش آلمان یکی از سربازان که سابقه خواندن در اپرا را نیز دارد شروع به خواندن ترانه کریسمس مبارک می‌کند. صدای خواننده آلمانی را سربازان جبهه‌های دیگر می‌شنوند و با پرچم‌های سفید به نشانه صلح از خاکریز بالا می‌آیند و به‌سوی ارتش آلمان می‌روند. آن شب سربازان ۳ ارتش در کنار هم شام می‌خورند و کریسمس را جشن می‌گیرند ولی هر ۳ فرمانده توافق می‌کنند که از روز بعد صلح شکسته شود و جنگ را از سر بگیرند…

## بازیگران
- دنی بون
- دانیل برول
- گیوم کنه
- بنو فورمان
- دیانه کروگر
- گری لوئیس
- برنار لو کوک
- ایان ریچاردسون